# Amerlingova fontana na Pilama
Amerlingova fontana na Pilama fontana je pred samim ulazom u staru gradsku jezgru grada Dubrovnika na predjelu Pila. Godine 1900. fontanu je izradio hrvatski kipar Ivan Rendić. Na vrhu su fontane Stojna i satir: likovi iz Gundulićeve mitološko-pastoralne drame Dubravke. Fontanu je rodnomu gradu u svoje i ime svoje braće poklonio Ignacije Amerling. Godine 2023. fontana je temeljito obnovljena. Često je polazište razgledavanja dubrovačke povijesne gradske jezgre. Prije premještanja na Pile nalazila se na ulazu u park Gradac.